# Frederick Rolfe

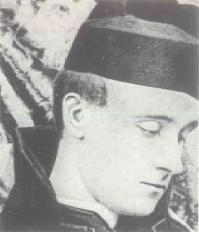
Frederick Rolfe (1880er Jahre)

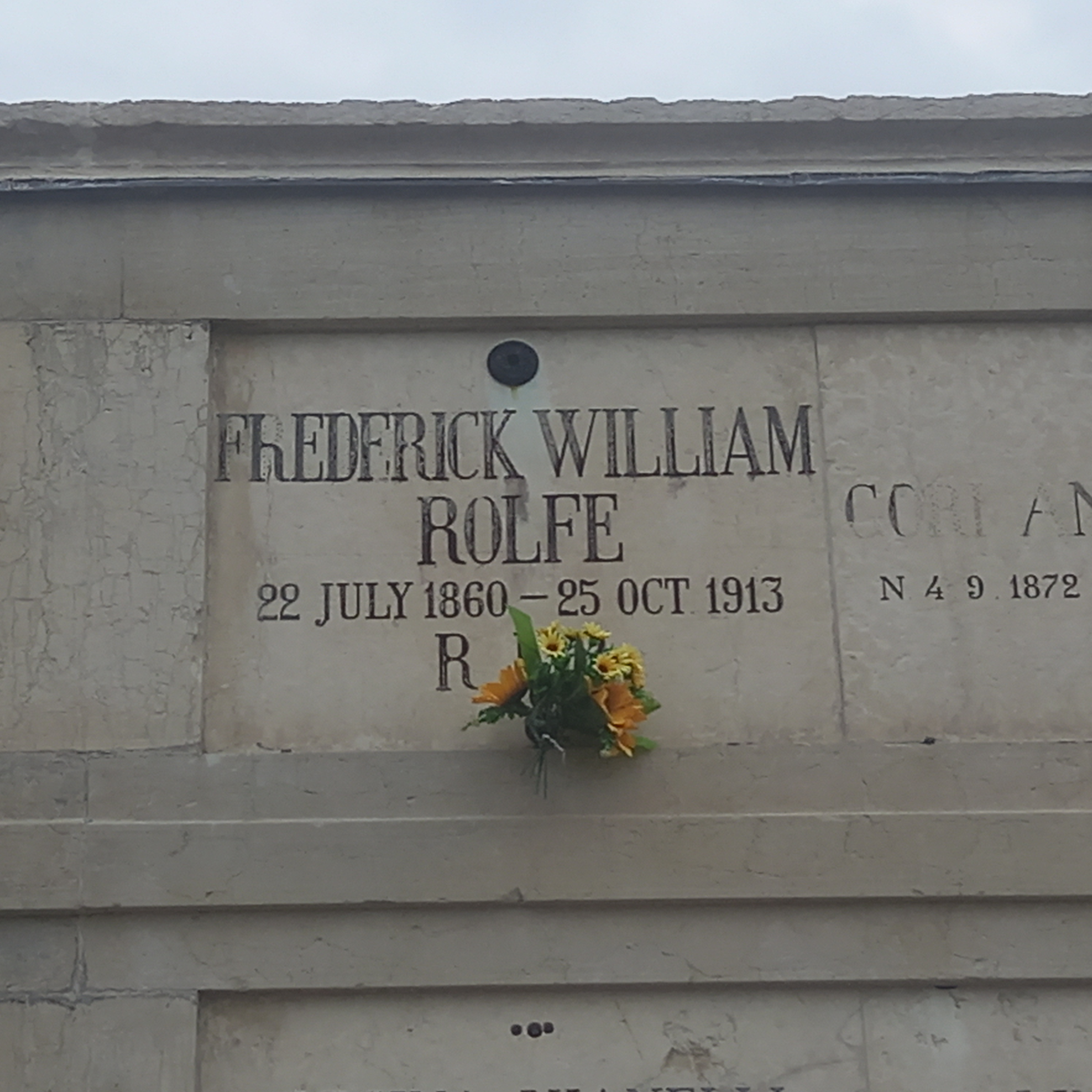
Das Grab von Frederick Rolfe auf dem Friedhof von San Michele in Venedig

Frederick William Rolfe (* 22. Juli 1860 in Cheapside, London; †  25. Oktober 1913 in Venedig) war ein britischer Schriftsteller und Fotograf, auch bekannt unter dem Pseudonym Baron Corvo.

## Leben
Rolfe absolvierte eine Ausbildung zum Lehrer und unterrichtete kurzzeitig an The King's School in Grantham. 1886 konvertierte er zum römisch-katholischen Glauben und begann ein Studium zum römisch-katholischen Priester am Scots College in Rom, das er aber abbrach. In den folgenden Jahrzehnten war er als freischaffender Schriftsteller tätig und wurde finanziell von Caroline Shirley, Duchess Sforza Cesarini, gefördert. Neben seiner schriftstellerischen Arbeit war Rolfe als Fotograf tätig. Rolfe wohnte im Vereinigten Königreich und in Venedig, wo er im Oktober 1913 auch starb.

## Werke (Auswahl)
- Tarcissus the Boy Martyr of Rome in the Diocletian Persecution [um 1880]
- Stories Toto Told Me (John Lane: The Bodley Head, London, 1898)
- The Attack on St Winefrede's Well (Hochheimer, Holywell, 1898; nur zwei Kopien vorhanden)
- In His Own Image (John Lane: The Bodley Head, London, 1901. 2, Impression 1924)
- Chronicles of the House of Borgia (Grant Richards, London: E. P. Dutton, New York, 1901)
- Nicholas Crabbe (1903-4, posthum publiziert 1958)
- Hadrian the Seventh (Chatto & Windus, London, 1904)[2]
- Don Tarquinio (Chatto & Windus, London, 1905)
- Don Renato (1907-8, gedruckt 1909 aber nicht publiziert, posthum publiziert Chatto & Windus, London, 1963)
- Hubert's Arthur (1909–11, posthum publiziert 1935)
- The Weird of the Wanderer (1912)
- The Desire and Pursuit of the Whole (1909, publiziert Cassell, London, 1934)
- The Bull against the Enemy of the Anglican race (Privat gedruckt, London, 1929)
- Three Tales of Venice (The Corvine Press, 1950)
- Letters to Grant Richards (The Peacocks Press, 1952)
- The Cardinal Prefect of Propaganda (Nicholas Vane, London, 1957)
- A Letter from Baron Corvo to John Lane (The Peacocks Press, 1958)
- Letters to C. H. C. Pirie-Gordon (Nicholas Vane, London, 1959)
- A Letter to Father Beauclerk (The Tragara Press, Edinburgh, 1960)
- Letters to Leonard Moore (Nicholas Vane, London, 1960)
- The Letters of Baron Corvo to Kenneth Grahame (The Peacocks Press, 1962)
- Letters to R. M. Dawkins (Nicholas Vane, London, 1962)
- The Architecture of Aberdeen (Privat gedruckt, Detroit, 1963)
- Without Prejudice. One Hundred Letters From Frederick William Rolfe to John Lane (Privat gedruckt für Allen Lane, London, 1963)
- A Letter to Claud (University of Iowa School of Journalism, Iowa City, 1964)
- The Venice Letters A Selection (Cecil Woolf, London, 1966)
- The Armed Hands (Cecil Woolf, London, 1974)
- Collected Poems (Cecil Woolf, London, 1974)
- The Venice Letters (Cecil Woolf, London, 1974)